# 피쿨레
피쿨레(이탈리아어: Ficulle)는 이탈리아 움브리아주 테르니도에 위치한 코무네다. 페루자로부터 남서쪽 40km, 테르니로부터 북서쪽 60km 거리에 있다.

## 역사
이 지역의 역사는 비록 로마 제국 시기의 교역 중심지로서 시작했다고 주장되지만, 11세기로 거슬러 올라간다. 훌흉한 교역 중심지였기에 피쿨레는 오르비에토 출신 귀족 가문인 모날데스키 가문과 필리페스키(Filippeschi) 가문이 이를 두고 경쟁하기도 했다. 교황령의 지배가 끝난 1416년까지 어려움을 겪었다.